# صادق شرفکندی
صادق شرفکندی (به کردی: سادق شه‌ره‌فکه‌ندی) (زادهٔ ۱۱ ژانویه ۱۹۳۸ در طرغه، بوکان، ایران – درگذشتهٔ ۱۳ سپتامبر ۱۹۹۲ در برلین، آلمان) فعال سیاسی، استاد دانشگاه و دبیرکل حزب دموکرات کردستان ایران بود که در جریان ترور میکونوس توسط عوامل جمهوری اسلامی به قتل رسید.

## زندگی‌نامه
صادق شرفکندی در روز ۲۱ دی ۱۳۱۶ خورشیدی برابر با ۱۱ ژانویه ۱۹۳۸ میلادی در روستای طرغه از توابع بوکان متولد گردید. سال اول و دوم ابتدایی را در شهر بوکان گذراند و پس از آن با خانواده‌اش در مهاباد اقامت گزید.
در دوران کودکی از داشتن نعمت پدر محروم و تحت سرپرستی و مراقبت برادر بزرگش، هژار قرار گرفت. تحصیلات ابتدایی و متوسطه را در مهاباد و سال آخر دبیرستان را در تبریز به اتمام رسانید. در سال ۱۳۳۸ (۱۹۵۹ م) موفق به اخذ مدرک لیسانس در رشته شیمی از دانشسرای عالی تهران گردید. در همین سال به عنوان دبیر شیمی در شهرهای مهاباد و ارومیه به کار مشغول شدند و تا سال ۱۳۴۳ (۱۹۶۵ م) کار تدریس و دبیری را ادامه داد. ساواک به همراه تعداد دیگری از دبیران همفکر و همکارش او را تبعید نمود.
صادق شرفکندی در سال ۱۳۴۹ (۱۹۷۰ م) به دانشگاه تربیت معلم انتقال یافت و به عنوان معاون و کمک‌یار بخش شیمی این دانشگاه مشغول به کار شد، سپس با استفاده از بورس تحصیلی به فرانسه رفت و از دانشگاه پاریس موفق به اخذ مدرک دکترا در رشته شیمی شد. وی در سال ۱۳۵۵ (۱۹۷۶ م) به ایران بازگشت و به عنوان استادیار شیمی در دانشگاه تربیت معلم به کار تدریس ادامه دادند.
شرفکندی در سال ۱۳۵۲ (۱۹۷۳ م) یعنی زمانی که در دوره دکترا به تحصیل مشغول بود در پاریس از طریق عبدالرحمان قاسملو با برنامه و اساسنامه حزب دمکرات کردستان ایران آشنا شد و تقاضای عضویت در آن را نمودند.
وی پس از مراجعت به ایران به عنوان رابط عبدالرحمان قاسملو و اعضای قدیمی حزب در داخل ایران وظیفه حزبی خویش را به انجام رسانید. به دنبال سرنگونی حکومت پهلوی و تجدید فعالیت علنی حزب دمکرات در سال ۱۳۵۸ (۱۹۷۹ م) به عنوان مشاور کمیته مرکزی و در اسفند ماه ۱۳۵۸ در کنگره چهارم حزب دمکرات به عنوان عضو کمیته مرکزی انتخاب شد و مسئولیت‌های کمیته حزب در تهران را عهده‌دار شدند و در اوایل تابستان ۱۳۵۹ (۱۹۸۰ م) از سوی رهبر حزب برای کار تمام وقت در حزب به کردستان فراخوانده شد و در جریان نشست کمیته مرکزی حزب در تابستان همان سال به عضویت دفتر سیاسی حزب انتخاب گردید.
در کنگره‌های ۵ و ۶ و ۷ و ۸ و ۹ حزب دمکرات به عضویت کمیته مرکزی و هر بار از سوی کمیته مرکزی به عضویت دفتر سیاسی انتخاب می‌شد. شرفکندی در طول دوران عضویتش در حزب دمکرات اکثراً مسئولیت بخش انتشارات و تبلیغات را به عهده داشت. از سال ۱۳۶۵ هم تا هنگام ترور وکشته شدن عبدالرحمان قاسملو، وظیفه معاونت دبیر کلی حزب را عهده‌دار بود.
صادق شرفکندی در نخستین نشست کمیته مرکزی پس از درگذشت قاسملو به اتفاق آرا اعضا کمیته مرکزی به دبیر کلی حزب دمکرات انتخاب و در کنگره ۹ حزب مجدداً به این سمت انتخاب گردید و تا زمان مرگ وظیفه سنگین دبیر کلی حزب را بر عهده داشتند.

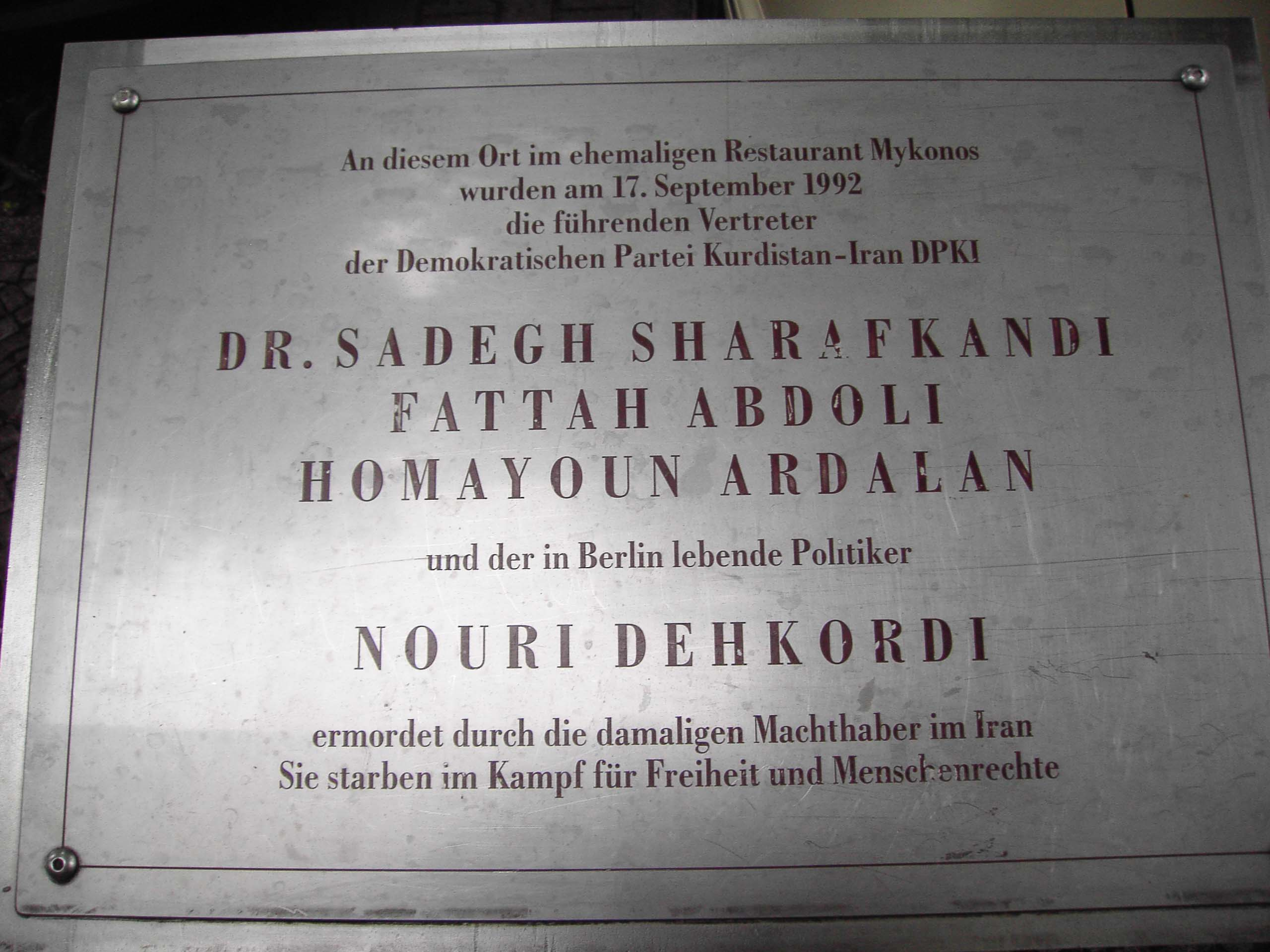
رستوران میکونوس

## مرگ
او در تروری که پنج شنبه ۲۶ شهریور ۱۳۷۱ (۱۷ سپتامبر ۱۹۹۲) در رستوران میکونوس در برلین صورت گرفت همراه با تنی دیگر از سران حزب کشته شد. بعضی قتل وی را به عوامل یا مأموران جمهوری اسلامی ایران نسبت دادند ولی دولت ایران این مسئله را بارهای بار تکذیب کرده‌است.
بعدها در دادگاهی که در شهر برلین برای بررسی این واقعه تشکیل شد دادگاه اعلام کرد که به مأمورین جمهوری اسلامی مظنون است و مشخصا سیدعلی خامنه‌ای (رهبر جمهوری اسلامی ایران)، اکبر هاشمی رفسنجانی (رئیس‌جمهور وقت) و علی فلاحیان (وزیر اطلاعات سابق) را به دادگاه فراخواند.

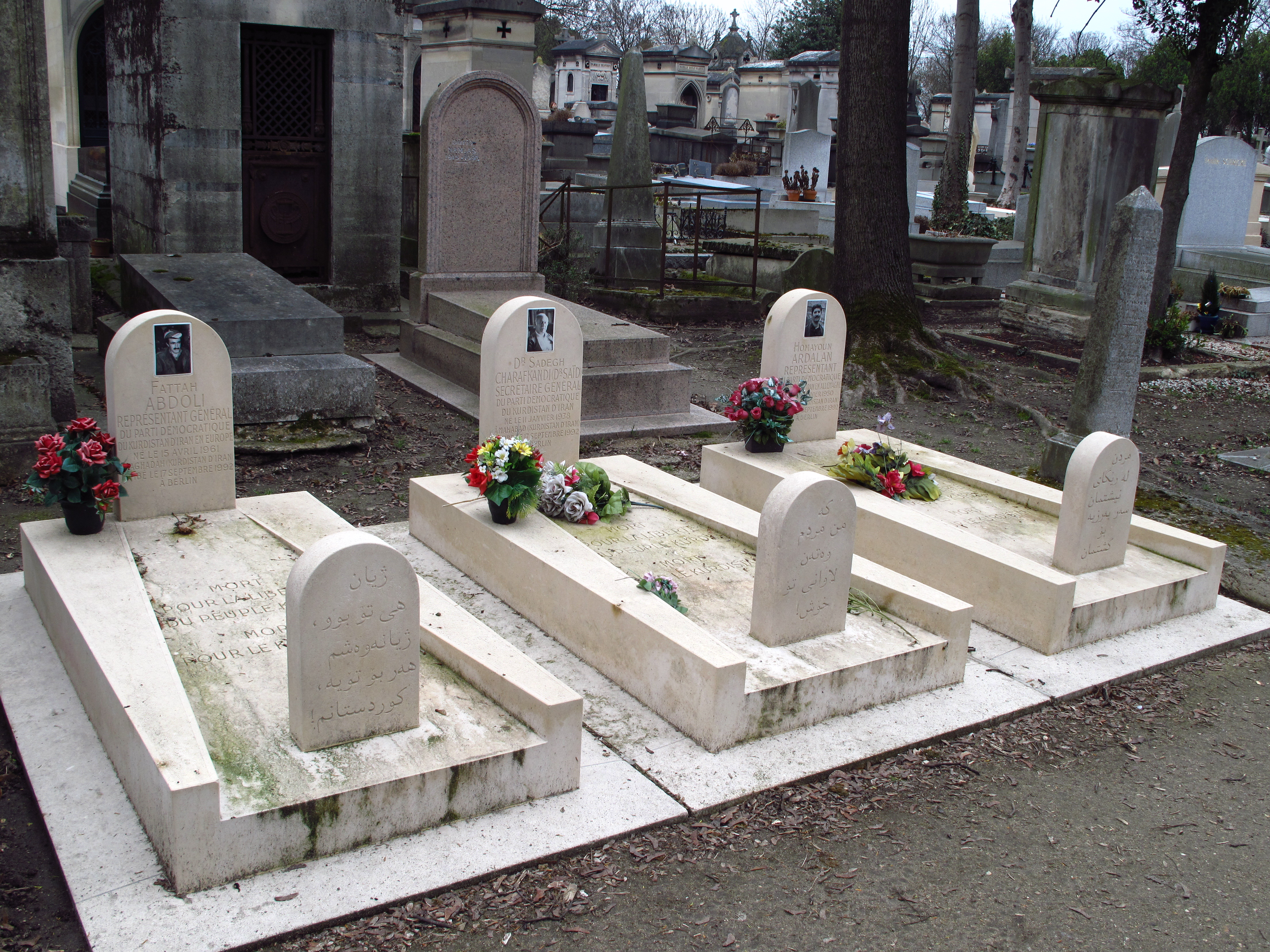
مقبره شرفکندی، عبدلی و اردلان در گورستان پر-لاشز پاریس، روی سنگ مزار شرفکندی به اشتباه محل تولد او مهاباد درج شده‌است.

در جریان دادرسی در دادگاه، شخصی که به همت بنی صدر و تضمین امنیتی پلیس آلمان جرأت حضور در دادگاه و شهادت دادن را یافته بود، گواهی داد که او خود از اعضای سابق وزارت اطلاعات ایران بوده و به خوبی سیستم طراحی ترورها را می‌شناسد.
او اظهار داشت که تمامی ترورهای خارجی در نتیجه تصمیم یک کمیته پنهان ترور؛ متشکل از رهبر، رئیس‌جمهور، وزیر اطلاعات و وزیر امور خارجه صورت می‌گیرد.
به دنبال شهادت این شاهد، مقامات قضایی آلمان سران وقت جمهوری اسلامی و در صدر آن‌ها سید علی خامنه‌ای را عاملان اصلی این ترور معرفی کردند.
در فروردین ۱۳۷۱ هنگام دیدار از مقر حزب در شمال عراق وی مورد سوءقصد قرار گرفت که جان سالم به در برد. حزب دمکرات هیچگاه در مورد این حادثه اطلاعات بیشتری منتشر نکرد.

صادق شرفکندی در حال شطرنج بازی کردن با طیفور بطحایی نویسنده، فیلم‌ساز و فعال سیاسی کُرد